# Saqqara
Saqqara es el emplazamiento de la necrópolis principal de la ciudad de Menfis, en la ribera occidental del Nilo, situada a unos 30 km al sur de El Cairo y a 22 km al sureste de las pirámides de Guiza. Funcional desde la Dinastía I (ca. 3050 a. C.) hasta la época cristiana (ca. 540).

## Menfis y su necrópolis, Patrimonio de la Humanidad
En 1979, el conjunto de Menfis con sus necrópolis y campos de pirámides (Guiza, Abusir, Saqqara y Dahshur) fue declarado Patrimonio de la Humanidad por la Unesco, con el nombre de Menfis y su necrópolis - Zonas de las pirámides desde Guiza hasta Dahshur. Está catalogada de tipo cultural (criterios i, iii, vi) con el n.° de identificación 86.

## La antigua necrópolis
La importancia de la necrópolis se debe a los restos de complejos funerarios, erigidos por los faraones del Imperio Antiguo y la gran cantidad de tumbas de nobles, pues el lugar, consagrado al dios Sokar, fue elegido por los faraones del Imperio Antiguo para establecer su necrópolis; ésta fue saqueada desde tiempos antiguos.
La tumba del monarca más antiguo posiblemente enterrado en esta necrópolis pudo ser la de Narmer, aunque tiene una tumba, o cenotafio, la B17 en la necrópolis de Umm el Qaab, en Abidos, lejos de Saqqara, en el Alto Egipto, y otra en la necrópolis de Tarjan.
En Saqqara Imhotep (el primer arquitecto conocido del mundo) diseñó para su faraón Zoser (Dyeser), de la dinastía III, una tumba con un diseño revolucionario, la pirámide escalonada, la primera de grandes dimensiones erigida en Egipto. También se encuentran muchas mastabas de miembros de la élite del Imperio Antiguo, que solían disponerse próximas a las pirámides de sus soberanos, desde Zoser (Dyeser) hasta Pepi II.
Durante el Imperio Antiguo, Saqqara fue abandonada como lugar real de enterramiento, eligiéndose Guiza como nueva necrópolis real, durante la dinastía IV. Shepseskaf volvió a utilizarla, así como los faraones siguientes de la dinastías V y VI. 
A partir del periodo tardío se enterraron en el norte de la necrópolis, posiblemente por la relación que tiene la zona con Imhotep, gran número de animales sagrados, sobre todo bueyes sagrados (encarnación de Apis), así como babuinos, halcones e ibis. Un poco más hacia el este hay sepulcros de perros, chacales y gatos, llegando hasta época grecorromana.
Con posterioridad, ya en época copta, se estableció el monasterio copto de Apa Jeremias, un pequeño asentamiento, al sur de la calzada procesional de Unis, utilizando materiales de antiguas construcciones.

## Edificaciones más importantes
- Necrópolis con mastabas de adobe de los faraones de la dinastía I.
- Tumbas de los faraones de la dinastía II.
- Complejos funerarios de Dyeser (Zoser) y Pirámide de Sejemjet de la dinastía III.
- Shepseskaf de la dinastía IV.
- Pirámides de Userkaf, Dyedkara-Isesi, Unis de la dinastía V.
- Pirámides de Teti, Pirámide de Pepy I, Merenra I y Pepy II de la dinastía VI.
- Mastabas de los cortesanos Ti, Nebet, Unisanj, Iynefert, Mehu, Ajethotep, Mereruka, Idut, Ptahhotep y Ajuthotep, Neferptah, Kagemni, Nianjnum y Jnumhotep.
- El Serapeum, lugar de enterramiento de los toros sagrados Apis.

### Situación de las edificaciones
- Saqqara (Google maps) 29°52′16″N 31°12′59″E / 29.87111, 31.21639
- Saqqara: Pirámide de Dyeser (Google maps) 29°52′17″N 31°12′59″E / 29.87139, 31.21639
- Saqqara: Pirámide de Teti (Google maps) 29°52′30″N 31°13′17″E / 29.87500, 31.22139
- Saqqara: Pirámide de Userkaf (Google maps) 29°52′24″N 31°13′07″E / 29.87333, 31.21861
- Saqqara: Pirámide de Unis (Google maps) 29°52′05″N 31°12′53″E / 29.86806, 31.21472

## Necrópolis de animales
Saqqara, independientemente del Serapeum para los toros Apis, fue un importante centro de culto donde se producían grandes cantidades de animales momificados para su venta y posterior enterramiento en zonas especializadas en donde se depositaban. Estos animales momificados servían como intermediarios en sus oraciones entre los fieles y sus dioses.
Durante las excavaciones de 2011 en la catacumba del perro (dedicada a Anubis) de la necrópolis, un equipo internacional de egiptólogos al frente de Salima Ikram y de Paul Nicholson descubrieron allí casi ocho millones de momias de animales. Entre los animales momificados, se encuentran principalmente perros, pero también había gatos y mangostas. Se está estudiando qué tipo de relación podía existir para que en un lugar de culto a Anubis, se encontrasen depositados otros animales diferentes a los caninos.
Descubrimientos actuales
Recientemente se han encontrado 5 tumbas en Saqqara de antiguos oficiales egipcios de alto rango que trabajaron para Merenre I, con murales de 4.200 años y que se encuentran casi intactos, los cuales reflejan pasajes de sus vidas con jeroglíficos de personas, comidas, tinajas, y figuras geométricas con sus pigmentos originales. 
Pertenecen al reinado de la Dinastía VI alrededor de los años 2323 a 2150 a. C. y entre ellos el de una sacerdotisa (como una antigua ministra) que dirigía el culto a la diosa Hathor